# Van Beyens

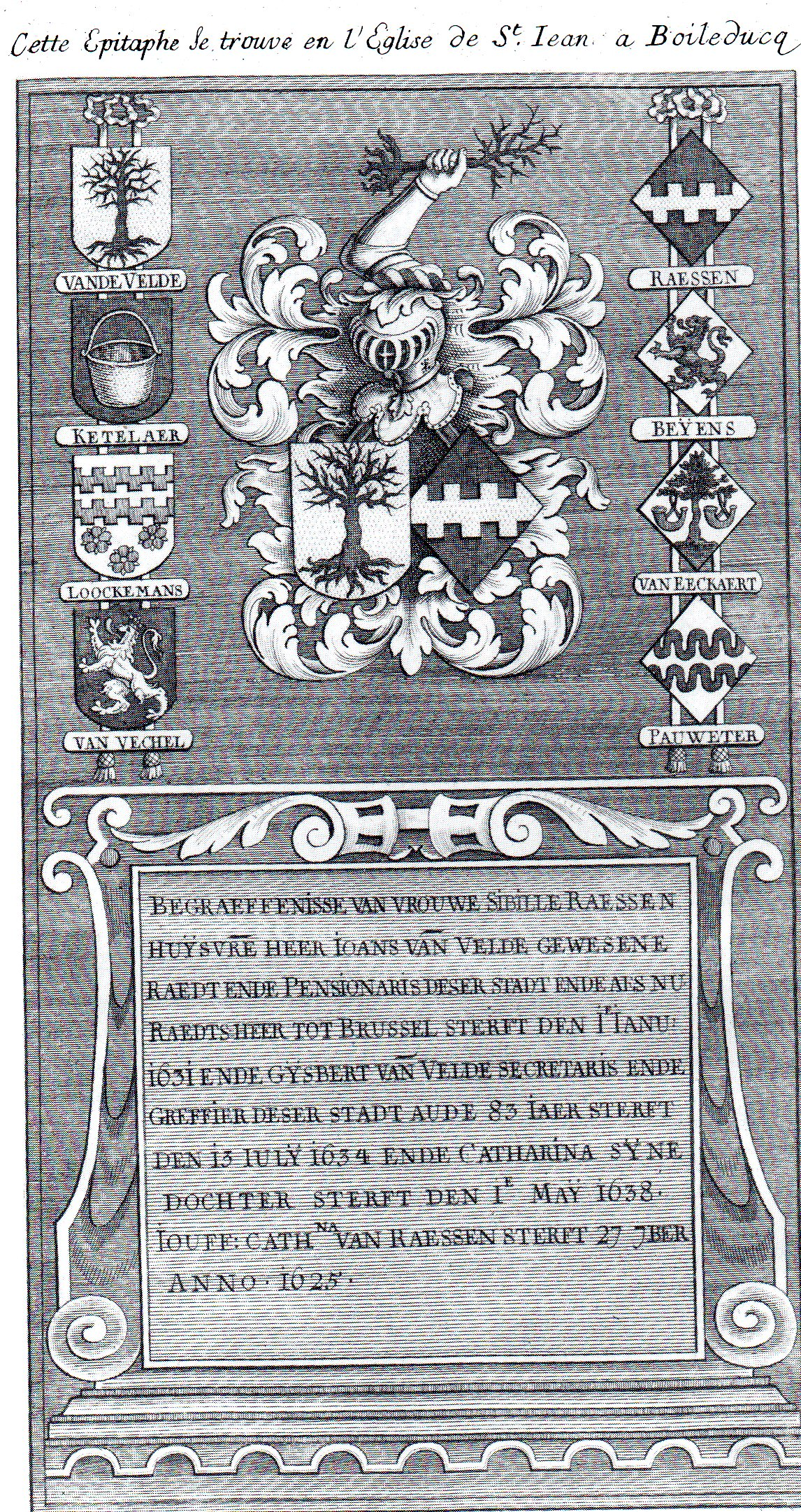
Grafzerk in de Sint-Jans kerk van Sibilla (van) Raessen, gestorven in 1631, vrouw van Jan van de Velde, raadsheer van Brabant in Brussel. Men ziet het wapen Beyens: een leeuw. (Grand théâtre sacré du Duché de Brabant, 1734, II, blz. 40).

Beyens of Van Beyens, zoals Abraham Ferwerda het in 1785 schrijft, uit oude en echte gedenkstukken, of de Beyens zoals men leest in verschillende documenten in het Frans vanaf de achttiende eeuw, is de naam van een Noord-Brabantse adellijke familie, waarvan een tak zich in Waals Brabant vestigde. De verschillende takken zijn uitgestorven.
Stamvader van het geslacht in 's Hertogenbosch was Godefroy van Beyens en in Brabant was het François Beyens die in 1647 tot de adelstand werd verheven.

## De adeldom
Open brieven van adel werden in 1647 toegekend door Filips IV van Spanje aan François Beyens, heer van Grambais, gevestigd in Waals-Brabant, ontvanger van de douanerechten op de Rijn en de Lippe en commissaris voor de remonte (jaarlijks hernieuwen van de paarden) voor de koninklijke legers.

## Wapen
Oud wapen: Van zilver, met een leeuw van azuur, ontbrand, getongd en gewapend van rood, zoals het op een grafsteen in de Sint-Janskerk te lezen staat of in een wapenboek van de Broederschap van Onze Lieve Vrouw.
Het wapen dat in de wapenbrieven van 1647 aan François Beyens werd toegekend, was bijna hetzelfde als dat van zijn voorouders in 's-Hertogenbosch.
Dit wapen is: Van zilver, met een leeuw van azuur, ontbrand, getongd en gewapend van goud, met gespleten staart om de hals gedragen.

## Genealogie[5]
- Godefroy van Beyens, vermeld door de genealoog Ferwerda als in 1402 jonkheer zijnde. Hij trouwde met Maria van Breugel, dochter van Jan van Breugel en Maria Spierinck.
  - Hendrik Beyens, volgens Ferwerda Heer van Drummel. Hij trouwde met Catharina van Middegaal Erp.
    - Gooswyn van Beyens, heer van Drummel, 'Henricksz in den Beer'[6], genoemd als ridder, stierf 2 july 1534, reisde volgens Ferwerda naar het Heilig Land in 1502. Hij trouwde met Agnes Eykmans, gezegd de Rovere
      - Dominicus van Beyens, gezegd de Geleerde, Heer van Drummel. Hij trouwde met Elysabeth Pauwetter, dochter van Frans Pauwetter en van Catharina van Hedel. Ze hadden twee kinderen.
        - Catharina van Beyens, dochter van Dominicus en van Elysabeth Pauwetter. Zij trouwde met Raes Raessen[7], Raadsheer in Brabant, zoon van Wouter Raessen en van Sibilla van den Eeckaert.
        - Gooswyn van Beyens, Heer van Drummel, (1550-Drummel 1617). Hij trouwde in 1580 met Alida Sonmans, dochter van François Sonmans. Ze hadden vier kinderen.
          - Pieter van Beyens ('s-Hertogenbosch 1584 - Antwerpen 1638). Hij trouwde (1) in Amsterdam op 19 juli 1609 met Elisabeth de Magistris (Den Haag 1584 -1620), dochter van Trojanus de Magistris, ridder. Hij trouwde (2) met Maria van Parys. (6 kinderen)
            - François Beyens, heer van Grambais[8], gevestigd in Waals-Brabant. (Amsterdam 13 december 1610 - Nijvel (?) 1670),[9] Ontvanger generaal van de douanerechten op de Rijn en de Lippe en Commissaris van de remonte (jaarlijkse aanvulling van paarden) voor de troepen van Zijne Majesteit. Hij werd geadeld door Filips IV, koning van Spanje, in 1647[10]. Hij trouwde op 15 mei 1643 met Anna Cornelia de Maillot, dochter van Jacob Mailot de Bourré, heer van Houvigneul in het Artesië en van Susanna del Plano. Ze hadden 5 kinderen.
              - Jacob Franciscus Josephus van Beyens, geboren 13 mei 1644. Deze Jacob komt verder nergens voor en wanneer de vader stierf, was het zijn jongere broer die de heerlijkheden erfde en verhief. Het lijkt dan ook duidelijk dat hij voor 1670, wellicht al voor de adelsverheffing van 1647, overleden was, ook al kan dat niet materieel bevestigd worden, gelet op de verdwijning tijdens de verwoestingen van 1940, van de parochieregisters van Nijvel.
              - Marie-Suzanne Beyens, geboren 21 october 1645.
              - Gregorius Ignatius Beyens (19 januari 1648 - 1691) heer van Grambais (Waals Brabant) en Houvigneul (Artesië), was de enige feodale erfgenaam[11] van al de heerlijkheden van zijn ouders, hetgeen aantoont dat zijn oudere broer zonder kinderen gestorven was. Hij trouwde in 1676 met Anna of Maria de Rolly, dochter van Michiel de Rolly, heer van Corroy-le-Grand, en van Jacquelina de Happert (Happaert, Happart), xx Maximilienne Philippine Godelieve barones[12] de Ghistelles[13].
                - Michel-Joseph de Beyens[14] (van het eerste bed), heer van Grambais, Houvigneul. Voor zijn huwelijk was hij kloosterling[15] onder de naam van broeder Josephus Beyens in de Abdij van Orival[16]. Maar hij deed zijn religieuze geloften door de kerkelijke rechtbank annuleren[17] Hij trouwde (1) met Françoise de Godin, dochter van Jacob François de Godin en Maria Waelhem, dame van Terborcht. Hij trouwde (2) met Maria Louisa Philippine barones van Bonninghausen, dochter van Jasper Lothier van Bonninghausen. Ze hadden vier kinderen.
                  - Jean de Beyens.
                  - Marie Benoîte de Beyens, ongehuwd[18]. Madame de Beyens dite de Grambais woonde nog begin XIXde eeuw in 's-Gravenbrakel.[19].
                  - Jeanne Marie de Beyens.
                  - Sophie Frédérique de Beyens de Grambais[20], gestorven 15 maart 1785 in Houdeng-Gœgnies (Henegouwen). Zij trouwde[21] met Antoine François de Biseau, écuyer (1735-1785), zoon van Nicolas François Joseph de Biseau, écuyer (1704-1774), heer van Houdeng lès Gognies, Crohen, Bougnies en Saint Hilaire, en van Marie Ursule d'Antoing de Rochefort (1712-1762).

              - Thomas-Hyacinthe de Beyens, geboren de 3 januari 1649.
              - Michel-Pierre Beyens, geboren de 6 maart 1654, kocht door akten van 24 december 1685 en 7 maart 1686, van Marie-Ernestine de Berlo, barones van Meldert, een belangrijke hoeve gelegen te Attenrode (Brabant).
                - Maximilien Ignace de Beyens (van het tweede bed).

            - Frederik van Beyens, ridder, zoon van Pieter en Elisabeth van Magistris (6 mei 1618 in 's-Hertogenbosch), was Raadsheer en Rekenmeester. Hij trouwde met Catharina van Worcom, Dame van Goedenrath en Vogelsang, dochter van jonkheer Godefroy van Worcom en Maria de Cocq van Haeften.
              - Lodewijk van Beyens, gestorven de 24 april 1712. Hij trouwde met Johanna Catharina de Witte van Limminghe.
                - Maria Catharina van Beyens, gestorven 1712. Zij trouwde met Godefroy, baron van Balen, kinderloos.

      - Gooswyne Anne van Beyens. Zij trouwde met Hendrik Jacob de Rover.
      - Anne van Beyens. Zij trouwde met Folcard van Achelen[22], broer van Igram van Achelen, voorzitter van de Grote Raad van Mechelen.